# Mistrzostwa Świata Strongman 1994
Mistrzostwa Świata Strongman 1994 – doroczne, indywidualne zawody siłaczy.

## Rundy kwalifikacyjne
WYNIKI KWALIFIKACJI
Data: 1994 r.
Do finału kwalifikuje się dwóch najlepszych zawodników z każdej grupy.
Grupa 1
| Miejsce | Zawodnik     | Kraj      | Punkty |
| ------- | ------------ | --------- | ------ |
| 1.      | Forbes Cowan | Szkocja   | 11     |
| 2.      | Joe Onosai   | Samoa     | 11     |
| 3.      | Gary Taylor  | Walia     | 11     |
| 4.      | Bill Lyndon  | Australia | 7      |

Grupa 2
| Miejsce | Zawodnik          | Kraj     | Punkty |
| ------- | ----------------- | -------- | ------ |
| 1.      | Manfred Hoeberl   | Austria  | 14     |
| 2.      | Ted van der Parre | Holandia | 11     |
| 3.      | László Fekete     | Węgry    | 10     |
| 4.      | Ron Trottier      | Kanada   | 5      |

Grupa 3
| Miejsce | Zawodnik             | Kraj              | Punkty           |
| ------- | -------------------- | ----------------- | ---------------- |
| 1.      | Magnús Ver Magnússon | Islandia          | 13               |
| 2.      | Anton Boucher        | Namibia           | 12               |
| 3.      | Wayne Price          | Południowa Afryka | 10               |
| 4.      | Henrik Ravn          | Dania             | 3 (kontuzjowany) |

Grupa 4
| Miejsce | Zawodnik          | Kraj              | Punkty |
| ------- | ----------------- | ----------------- | ------ |
| 1.      | Riku Kiri         | Finlandia         | 14     |
| 2.      | Gerrit Badenhorst | Południowa Afryka | 13     |
| 3.      | Heinz Ollesch     | Niemcy            | 9      |
| 4.      | Steve Pulcinella  | Stany Zjednoczone | 4      |

## Finał
FINAŁ – WYNIKI SZCZEGÓŁOWE
Data: 1994 r.

Miejsce: Sun City  Południowa Afryka
| Miejsce | Zawodnik             | Kraj              | Punkty              |
| ------- | -------------------- | ----------------- | ------------------- |
| 1.      | Magnús Ver Magnússon | Islandia          | 50,5                |
| 2.      | Manfred Hoeberl      | Austria           | 49,5                |
| 3.      | Riku Kiri            | Finlandia         | 48                  |
| 4.      | Gerrit Badenhorst    | Południowa Afryka | 38,5                |
| 5.      | Forbes Cowan         | Szkocja           | 36,5                |
| 6.      | Anton Boucher        | Namibia           | 31,5                |
| 7.      | Joe Onosai           | Samoa             | 12,5 (kontuzjowany) |
| 8.      | Ted van der Parre    | Holandia          | 7 (kontuzjowany)    |